# Fender Stratocaster
 (janvier 2023).
Si vous disposez d'ouvrages ou d'articles de référence ou si vous connaissez des sites web de qualité traitant du thème abordé ici, merci de compléter l'article en donnant les références utiles à sa vérifiabilité et en les liant à la section « Notes et références ».
La Stratocaster, souvent surnommée Strat, est un modèle de guitare électrique produit par la marque américaine Fender. Elle apparait en avril 1954 à la suite de la Telecaster, sans la remplacer, ces deux instruments demeurant au catalogue jusqu'à nos jours. C'est un des modèles les plus répandus au monde, et sa silhouette est devenue une icône de la guitare électrique.

## Historique
La Stratocaster est née des impressions et remarques des premiers utilisateurs de Telecaster, nombre d'entre eux désirant une guitare plus élaborée, utilisable en blues ou pour la musique folk, avec un second pan coupé pour l'équilibre de l'instrument en position de jeu, un micro supplémentaire médium, un micro aigu moins « métallique » et un vibrato afin de détendre les cordes et d'obtenir un effet « guitare hawaïenne ». Si la Telecaster tirait son nom de l'engouement du public pour la télévision naissante, c'est le début de la conquête spatiale qui inspira celui de sa petite sœur.
Les premières esquisses sont dessinées en 1954 par Leo Fender, avec l'avis de Freddie Tavares et George Fullerton. La Stratocaster adopte une forme avant-gardiste pour l'époque. N'étant pas guitariste lui-même, Leo Fender fait appel à des professionnels de musique country, tels que Bill Carson et Rex Gallion, pour essayer et faire valider les options choisies dans les étapes de la conception.
Dès le départ, la guitare est conçue pour une production industrielle en série. Toutes les parties sont aisément démontables à l'image du manche qui est vissé et non collé sur le corps, à l'opposé des guitares Gibson. Le millésime d'un exemplaire est ainsi parfois difficile à établir, le manche pouvant être d'une année et le corps d'une autre. Le démontage/remontage et la modification de l'instrument sont fréquemment pratiqués avec un mélange de différents modèles. La Blackie d'Eric Clapton est un exemple de ces pratiques.
Depuis sa naissance en 1954, avec très peu de modifications, la Stratocaster a continuement accompagné l'évolution de la musique populaire occidentale.

## Description
La Stratocaster est une guitare de type solid-body, c’est-à-dire à « corps plein » par opposition à une guitare acoustique dont le corps creux forme une caisse de résonance. La forme générale du corps est conservée tout au long de son existence, avec quelques modifications peu sensibles, notamment de la tranche, des deux cornes haute et basse et de la tête plus large à l'époque dite « CBS ».

### Construction
Initialement proposée uniquement avec un corps en frêne travaillé en série sur machines automatiques, elle comporte à partir de 1956 un corps en aulne constitué d’une ou plusieurs pièces collées longitudinalement pour les finitions opaques, ou en frêne pour les finitions translucides.
Le manche en érable comporte vingt-et-une cases et est vissé au corps par quatre vis. Durant l’époque CBS, en mai 1971, la fixation passe à trois vis, avec un système de réglage de l'inclinaison du manche. Cette modification est finalement abandonnée au début des années 1980. En 1959, Fender dévoile son nouveau modèle haut de gamme, la Jazzmaster, et utilise une touche en palissandre collée pour la fabrication de son manche. Cette nouveauté est étendue à la totalité du catalogue, et la Stratocaster reçoit donc une touche en palissandre à partir de la fin 1959, le manche d’une pièce en érable restant disponible en option. À partir de décembre 1965, première année du rachat par CBS, la tête de manche est redessinée, plus large dans le but de faire ressortir le logo de la marque.
L'ensemble de l’instrument se révèle très robuste, comme Léo Fender le souhaite, malgré un niveau de sophistication supérieur à la Telecaster. En attestent les épreuves subies par les modèles utilisés au fil de décennies de concerts, qui restent en parfait état de marche bien qu’ayant pour certains plus d’un demi-siècle.

### Les micros et l'électronique
Dotée au départ de trois micros magnétiques à simple bobinage identiques, la Stratocaster permet à l'origine d'obtenir trois sons, à l'aide de son sélecteur à trois positions, chaque position correspondant à la sélection d'un des trois micros. En plaçant ce type de sélecteur dans une position intermédiaire, c’est-à-dire en équilibre entre deux crans, il est possible d'obtenir deux autres sons correspondant à la combinaison de deux micros en parallèle. L'astuce est utilisée par de nombreux guitaristes et le commutateur à cinq positions apparaît par la suite dans les années 1970, rendant la sélection des combinaisons intermédiaires plus stable. Les premiers modèles de sélecteurs cinq positions ne sont pas montés en usine sur la Stratocaster mais sont ajoutés en option avec l’instrument, laissant la possibilité au guitariste d’effectuer le branchement.
Les micros évoluent au cours du temps, proposant par exemple un niveau de sortie plus ou moins élevé ou étant munis de plots de hauteur égale ou étagés. Ils sont réétudiés et fabriqués suivant la position qu’ils occupent sur la guitare ou encore proposés en version noiseless afin de limiter les parasites en conservant un son relativement proche de l'origine.
La guitare est munie de trois potentiomètres : un pour le volume général en haut, un second pour la tonalité du micro manche, le troisième pour la tonalité du micro intermédiaire au milieu, tandis que le micro chevalet est relié uniquement au bouton de volume, ce que certains guitaristes font modifier afin d'adoucir le son réputé très aigu voire criard.
Une des caractéristiques de l’électronique de la Stratocaster vient de l’utilisation astucieuse d’une plaque métallique chromée  emboutie en creux vissée sur le parement de la table destinée à recevoir la prise de jack du câble allant vers l’amplificateur. Cet accessoire, imaginé par Léo, permet à la prise mâle du cordon de ne plus dépasser le bord de l’instrument. Cette plaque n’apparaît sur aucun autre modèle de la gamme Fender.

### Le tremolo (dit vibrato)

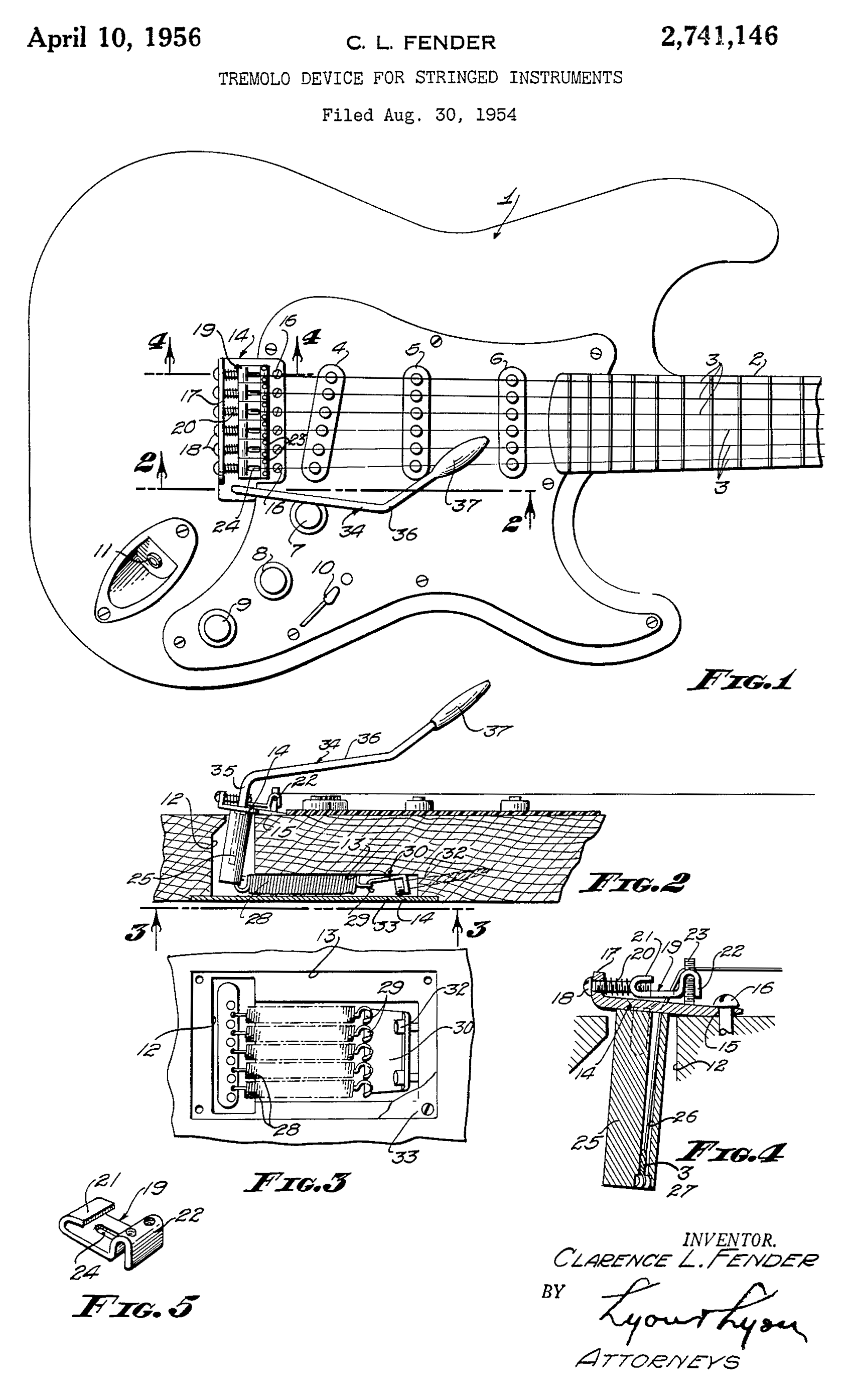
Croquis du brevet du vibrato de la Stratocaster.

Dans les années 1950, la Stratocaster est la première guitare à être munie d'un bloc vibrato/tremolo efficace. Les autres blocs vibrato de l'époque, tels que ceux de Paul Bigsby, ne permettent pas de garder un accordage stable et précis en utilisation intensive. Le bloc chevalet-cordier-vibrato de la Stratocaster, imaginé et breveté par Leo Fender (voir schéma), permet des effets de vibrato plus importants que sur les modèles présents sur le marché (au-delà d'un demi-ton), ce qui donne de nouvelles perspectives d'effets sonores aux guitaristes. Il reste probablement un des modèles les plus efficaces malgré l'arrivée des chevalets de vibrato à blocage Floyd Rose dans les années 1980.
Le modèle d'origine comporte six vis de fixation (Fig.1) contre lesquelles la platine du chevalet est mise en butée, grâce à l'action de cinq ressorts disposés à l'intérieur du corps et accessibles par l'arrière sous un capot rectangulaire perforé. Le vibrato est en équilibre entre la force exercée par les cordes et celle compensée par les ressorts ainsi le nombre de ressorts varie selon le tirant de cordes utilisées. Fender propose dans les années 1990 un modèle de vibrato à couteaux (Fig.2) sur certaines guitares comme les modèles « American Standard », presque identique au vibrato originel. Il est cependant reconnaissable au fait qu'il ne repose que sur deux vis de fixation, au lieu de six. Il est réputé permettre un accordage plus stable que le modèle d'origine, sans toutefois prétendre rivaliser avec un Floyd Rose. En 1991, Fender équipe une Stratocaster Deluxe avec un vibrato à blocage sous licence Floyd Rose (Fig.3) permettant son installation sur la Stratocaster sans aucune modification majeure du corps. Ce vibrato est facilement reconnaissable car les deux noms sont gravés sur le chevalet (Fender près de la tige du vibrato et Floyd Rose de l’autre côté). Baptisé mini-Floyd-rose ce modèle disparaît du commerce en 2007.
Certains modèles à vocation économique sont proposés sans vibrato dans les années 1970. Le bloc cordier-chevalet est identique sans manche, mais dans ce cas directement vissé au corps en lieu et place du bloc vibrato métallique.

Évolution du vibrato de la Stratocaster
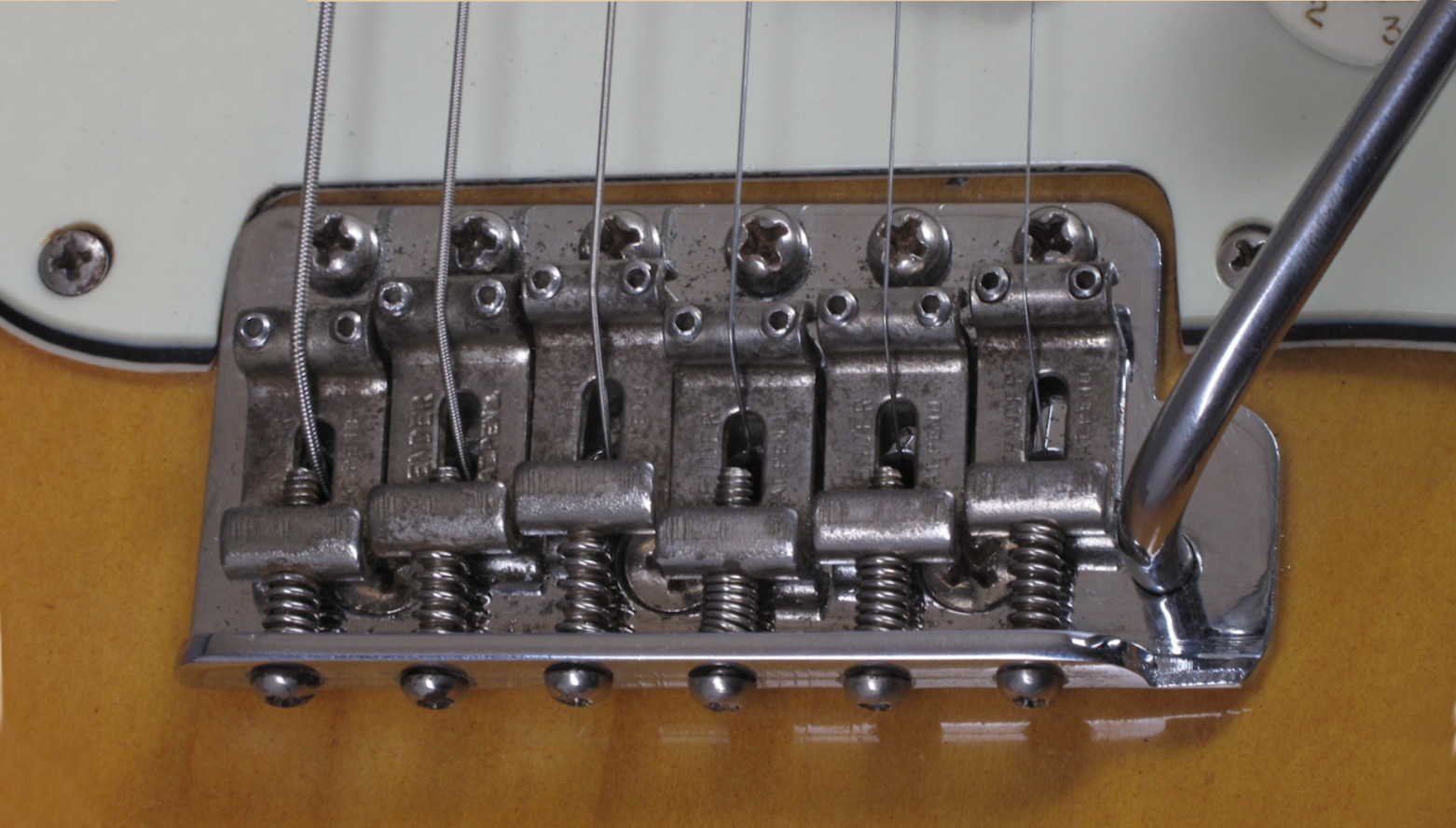
Fig.1 Vibrato Leo Fender.
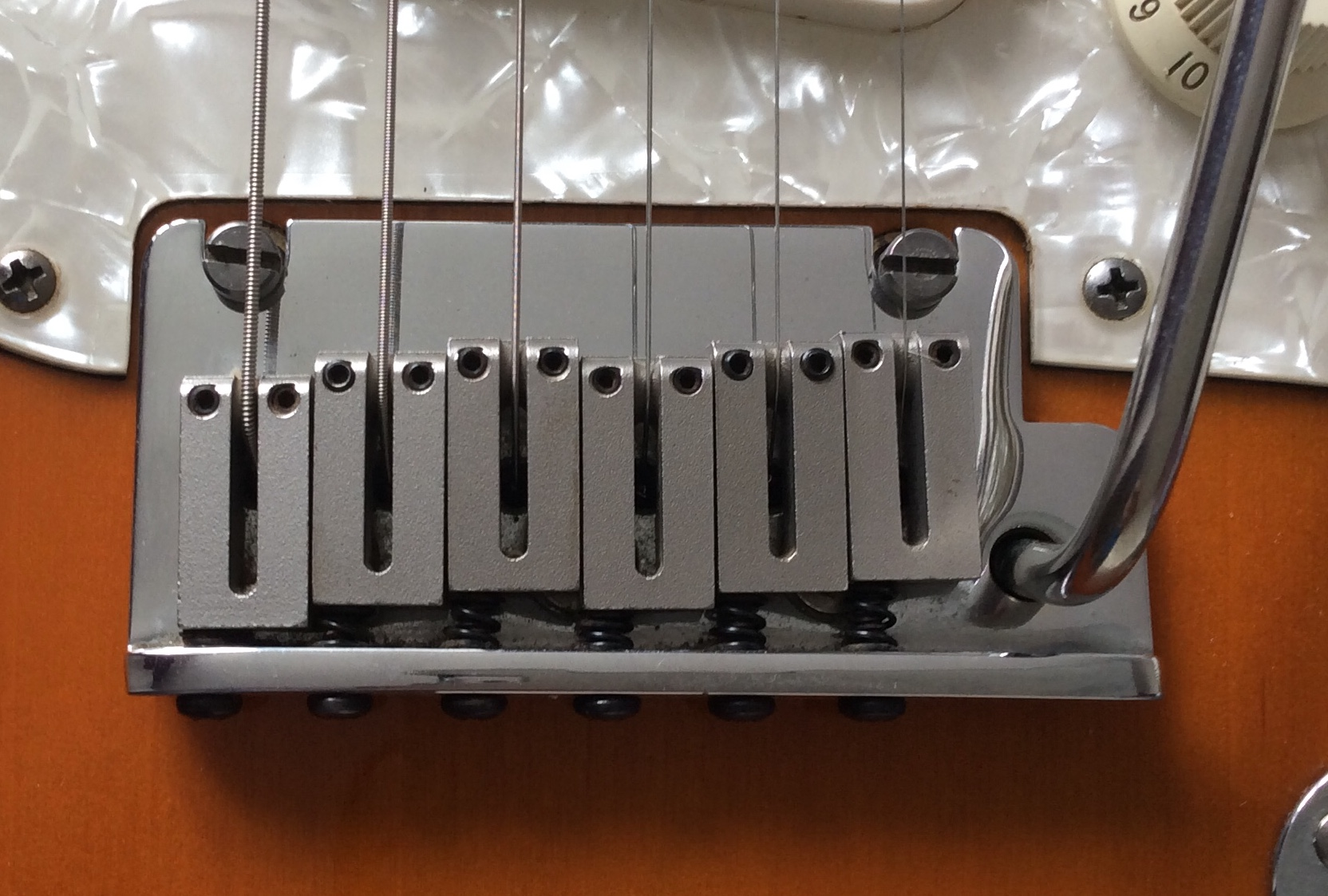
Fig.2 Vibrato à couteaux (1995).
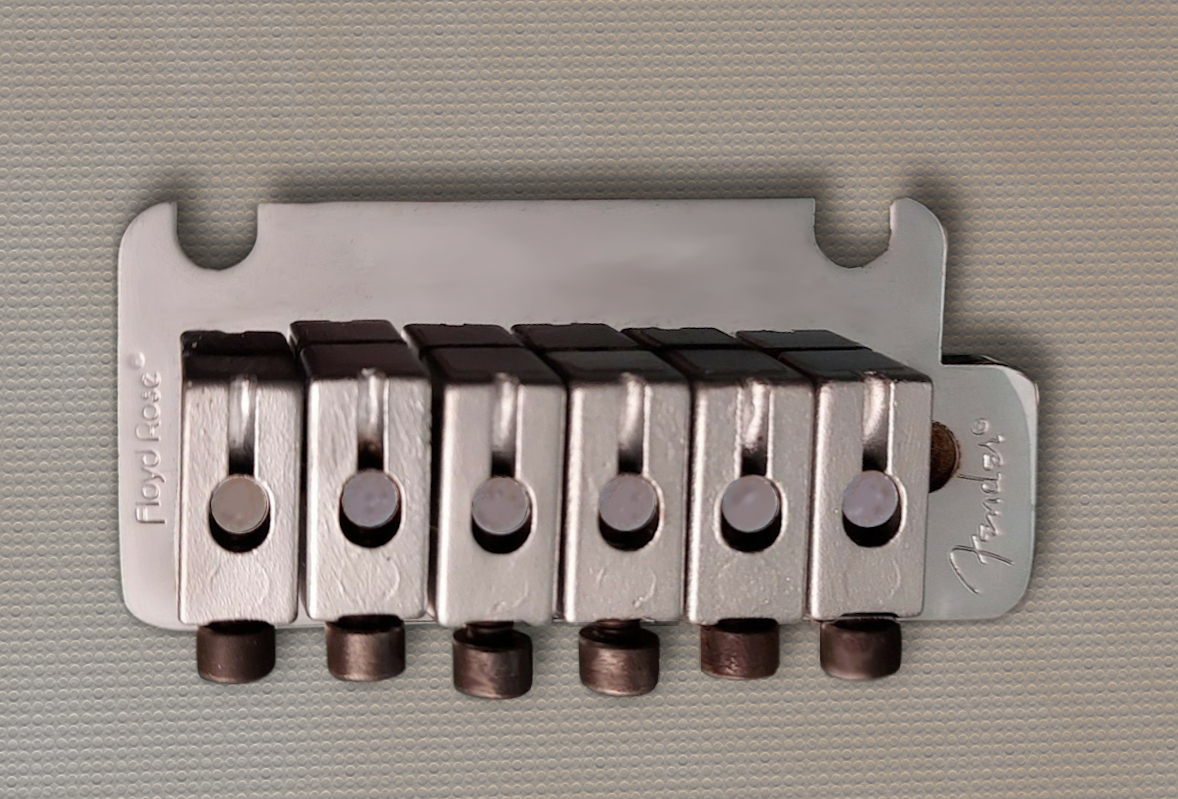
Fig.3 Vibrato Floyd-Rose.

### Une conception novatrice
En termes de design, la Stratocaster se démarque rapidement des autres instruments produits à l'époque en se parant de couleurs vives empruntées aux peintures et vernis automobiles, qui se diversifient à la même époque aux États-Unis. Les guitares produites jusque-là adoptaient des coloris classiques de type bois teinté ou en « sunburst », un dégradé de brun. Le dessin révolutionnaire du corps nommé French curves « courbes françaises » prend également en compte plusieurs considérations ergonomiques, qui sont globalement reprises depuis par de nombreux fabricants, comme le « chanfrein de découpe ventrale » haute arrière, ou encore le chanfrein de confort pour l'appui de l'avant-bras.
La Stratocaster se distingue ainsi par ses aspects pratiques et ergonomiques : son poids peu élevé en comparaison d'autres modèles, son échancrure basse qui permet un accès facilité aux cases les plus aiguës, son échancrure haute qui donne un meilleur équilibre en position de jeu. Enfin, elle regorge de bonnes idées pratiques, comme la position de la prise Jack en façade qui évite des arrachements fréquents, sur scène notamment, le placement étudiée des potentiomètres pour qu’il « tombent bien sous la main », ou encore les possibilités de réglage individuel de la hauteur des cordes, par l'intermédiaire du chevalet doté de six pontets. Elle est sans aucun doute le modèle de guitare électrique le plus polyvalent, et aussi celui qui sera le plus imité, voire purement et simplement copié.

## Évolutions et déclinaisons du modèle

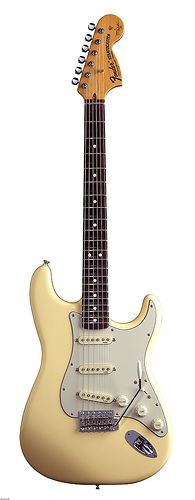
Fender Stratocaster époque CBS. Signature Yngwie Malmsteen.

Son succès est assuré dès le début par de nombreux guitaristes célèbres qui l'adoptent au cours des premières années. Des modèles « signature » sont créés, souvent en série limitée, pour rendre hommage à ces artistes, à des prix souvent assez élevés.
Les modèles originaux des années 1950 et début 1960 atteignent de telles cotes dans les années 1980 que Fender décide de rééditer des modèles reprenant les spécificités de leurs aînés sous le nom de « re-issue ». Ces rééditions continuent à être commercialisées de nos jours.
Les instruments sont initialement produits uniquement aux États-Unis mais pour répondre au marché grandissant et proposer des guitares financièrement abordables, Fender délocalise des ateliers, dans les années 1980 et 1990, au Japon, au Mexique puis en Chine. Ces ateliers ont un savoir-faire différent, ce qui donne des sonorités plus ou moins différentes selon leur provenance, essentiellement par le montage de micros différents, l'écart majeur portant sur la fiabilité, la finition et la qualité des manches. Des Stratocasters sont également fabriquées en Corée du Sud sous la marque Squier by Fender.
Quelques améliorations sont apportées au cours des années comme les mécaniques à bain d'huile, ou des pontets de chevalet redessinés. La Stratocaster est déclinée avec de nombreuses adaptations mais l'originale parait finalement être un instrument abouti, sans véritables limites dans le genre d'utilisation couvrant tant le shred, que le blues, le rock, le funk ou le jazz.
Dans les années 1970, le succès du modèle amène de nombreux fabricants japonais, comme Ibanez et sa sous-marque Cymar, à proposer des copies de très bonnes qualités à des prix abordables. Ils développent par la suite des « superstrat » au dessin plus agressif, accompagnant la mode. Ces guitares hybrides proposent généralement des Humbuckers avec différentes configurations de micros (type HSS, H, HH, HSH et HHH), et éventuellement un vibrato Floyd Rose. Elles sont cependant moins polyvalentes qu'une véritable Strat. En contrepartie, leur équipement et leur design répondent mieux aux demandes de guitaristes aux styles plus extrêmes, comme le hard rock ou le metal.
L'électronique de certains modèles récents de Stratocaster est munie d'un switch spécial nommé « S-1 ». Il permet une palette sonore plus étendue. Les guitares de la gamme American Deluxe sont notamment équipées de ce commutateur. Certaines guitares sont pourvues d'un circuit actif avec atténuation des graves et des aigus nommé TBX (treble-bass expander) ou égalisation variable des fréquences moyennes nommé MDX (mid boost) avec 12 ou 25 dB de puissance sonore.
Les combinaisons sont quasi-infinies, même en l'absence de réelles nouveautés, les micros, le bois du corps pouvant être différents, le type de vibrato, la tête, etc. Deux guitares fabriquées dans une même journée peuvent ne pas sonner de la même façon. Le vieillissement progressif des différents éléments (micros, bois notamment), différencié selon l'utilisation et les conditions de conservation, a tendance à augmenter les écarts de sonorité entre les exemplaires d'une même époque. Qui plus est, sur le marché de l'occasion, les Fender Stratocaster sont souvent modifiées, en particulier les modèles des années 1970 et 1980 de l'époque CBS, de moindre réputation.

## Les séries actuelles
La production actuelle se décline en plusieurs configurations :
- American Ultra : fabriquée à Corona en Californie, elle se décline en 2 version SSS et HSS dotée des nouveaux types de micros. Pour la version HSS, on retrouve un micro humbucker « Ultra Double Tap » ainsi que 2 micros « Ultra Noiseless Hot » pour le micro manche et en position centrale. Pour la version SSS, on retrouve 3 autres micros simple nommés « Ultra Noiseless Vintage ». Cette nouvelle génération moderne de stratocaster a subi de légères modifications au niveau de l'accès du manche permettant un accès plus facile aux aigus du manche de profil « Modern C »[4],[5].
- American Professional II : fabriquée à Corona en Californie, elle remplace l'American Profesionnal première du nom. Elle est dotée de nouveaux micros simples V-Mod II, elle conserve le côté originel de la Stratocaster et sa polyvalence. Le profil du manche « Deep C » moderne accompagné de 22 frettes « narrow-tall » offrent un meilleur confort de jeu. Son circuit "Treble Bleed" permet de conserver les aigus même lorsque le volume est bas[6]. Elle possède un vibrato synchronisé 2 points et le second potentiomètre de tonalité est doté d’une fonction push-pull permettant d’activer le micro manche dans les positions « chevalet » et « chevalet + milieu » du sélecteur de micro, offrant à l’instrument deux positions supplémentaires.
- American Performer : fabriquée à Corona en Californie, elle remplace l'American Special. Elle est dotée de micros simples Yosemite (disponible en version HSS) ainsi que d’une fonction push-pull sur un potentiomètre de tonalité permettant d’activer le micro manche dans les positions « chevalet » et « chevalet + milieu » du sélecteur de micro, offrant à l’instrument deux positions supplémentaires. Elle possède un profil de manche « C » moderne ainsi que 22 frettes « Jumbo »[7].
- American Elite : fabriquée à Corona en Californie, elle remplace l'American Deluxe. Dotée de la quatrième génération de micros « Noiseless » ainsi que d'un commutateur « S-1 », elle offre une meilleure polyvalence (disponible en version HSS). Le profil de son manche évolutif « Modern C to D » est conçu pour un confort de jeu optimal. Elle possède également des mécaniques auto-bloquantes pour une meilleure stabilité d'accord[8].
- American Original : fabriquée à Corona en Californie, cette gamme offre deux modèles. L'American Original '50s présente des caractéristiques vintage des modèles des années 1950 avec des micros "Pure Vintage '59" et un profil du manche épais « Soft V » ; la touche est uniquement disponible en érable[9]. L'American Original '60s présente quant à elle des caractéristiques des modèles des années 1960. Elle est dotée de micros « Pure Vintage '65 » ainsi que d'un manche épais en « C » ; la touche est uniquement disponible en palissandre[10].
- Player : fabriquée au Mexique, de conception classique ;
- Vintera : fabriquée au Mexique, ayant des caractéristiques semblables aux guitares vintages ;
- Player Plus : fabriquée au Mexique, version plus luxueuse de la Stratocaster Standard avec des caractéristiques et des micros plus typés modernes

## Modèles emblématiques

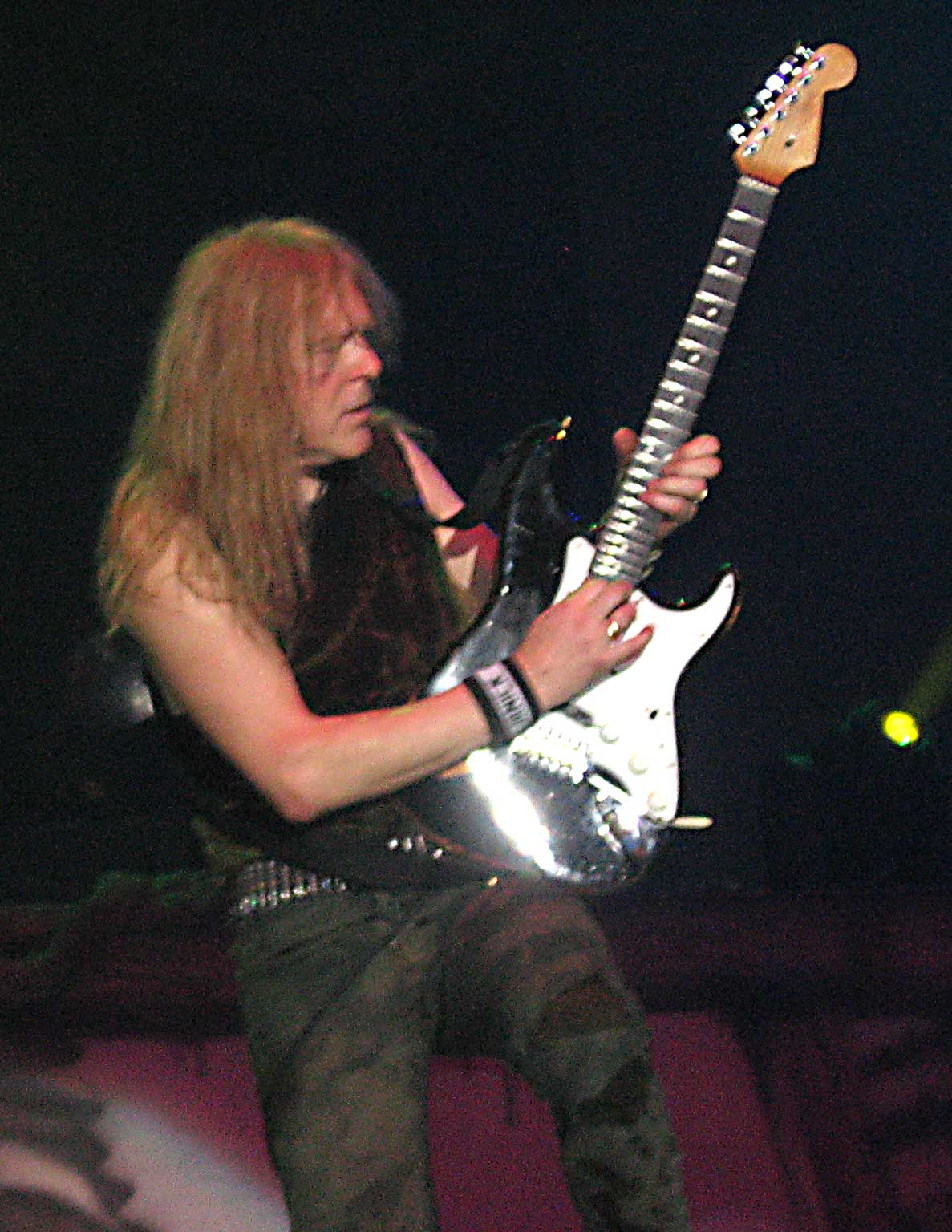
Janick Gers de Iron Maiden avec une Stratocaster ayant une touche en palissandre.

- Stratocaster 1954 : Les premières Stratocasters sont le graal des collectionneurs. Fabriquées en séries restreintes, et les exemplaires restants sont rarissimes (après une petite dizaine de prototypes, Fender fabriqua une soixantaine d'exemplaires de préproduction au printemps 1954, essentiellement destinés aux magasins à titre d'échantillon ou à des guitaristes proches de la marque, puis commence la production en petite série le 12 octobre 1954 avec 200 instruments, soit 268 guitares en tout sur l'année). Une belle Stratocaster de ce millésime atteint facilement (en 2018) 60 à 80 000 euros pour un modèle de série, 150 000 euros pour les modèles de préproduction, voire davantage s'il s'agit d'une des très rares Custom Color, dont on connait 3 ou 4 exemplaires (la couleur standard de la stratocater, étant alors le dégradé Sunburst, jaunâtre ou parfois ambré pour les modèles de préproduction). Quelques musiciens de renom jouent sur cet instrument mythique, dont de très rares modèles ont un corps en une seule et unique pièce ; on dit parfois que les vibrations naturelles et donc la sonorité de l'instrument en sont améliorées. David Gilmour possède un modèle Custom Color (blanc cassé) de cette année, la mythique guitare portant le numéro de série 0001, bien qu'elle ne soit pas la première produite. On dit que le modèle Fiesta Red de la même année, offert par Leo Fender au guitariste Pee Wee Crayton, portait également le numéro de série 0001. Parmi les autres possesseurs de Strat '54, on compte Mark Knopfler (couleur standard sunburst), George Harrison (couleur standard sunburst offerte par Eric Clapton), Eric Johnson (couleur standard sunburst).
- Modèles '50s : Les autres millésimes des années 1950 donnent tous d'exceptionnels instruments, privilégiés par les plus grands musiciens (ce qui fit exploser leur cote au début des années 1980). Eric Clapton et ses Stratocasters mythiques Brownie (1956) et Blackie (composite de plusieurs modèles, essentiellement 1957, et vendue plus d'un million de dollars au profit de son centre de désintoxication Crossroads) ou Hank Marvin (1958, première Stratocaster Fiesta Red livrée en Europe, offerte par Cliff Richard).
- Modèles '60s : Divers modèles du début des années 1960 ont fait le bonheur de grands musiciens, tels que Stevie Ray Vaughan, Rory Gallagher, Mark Knopfler, John Frusciante ou Hank Marvin.

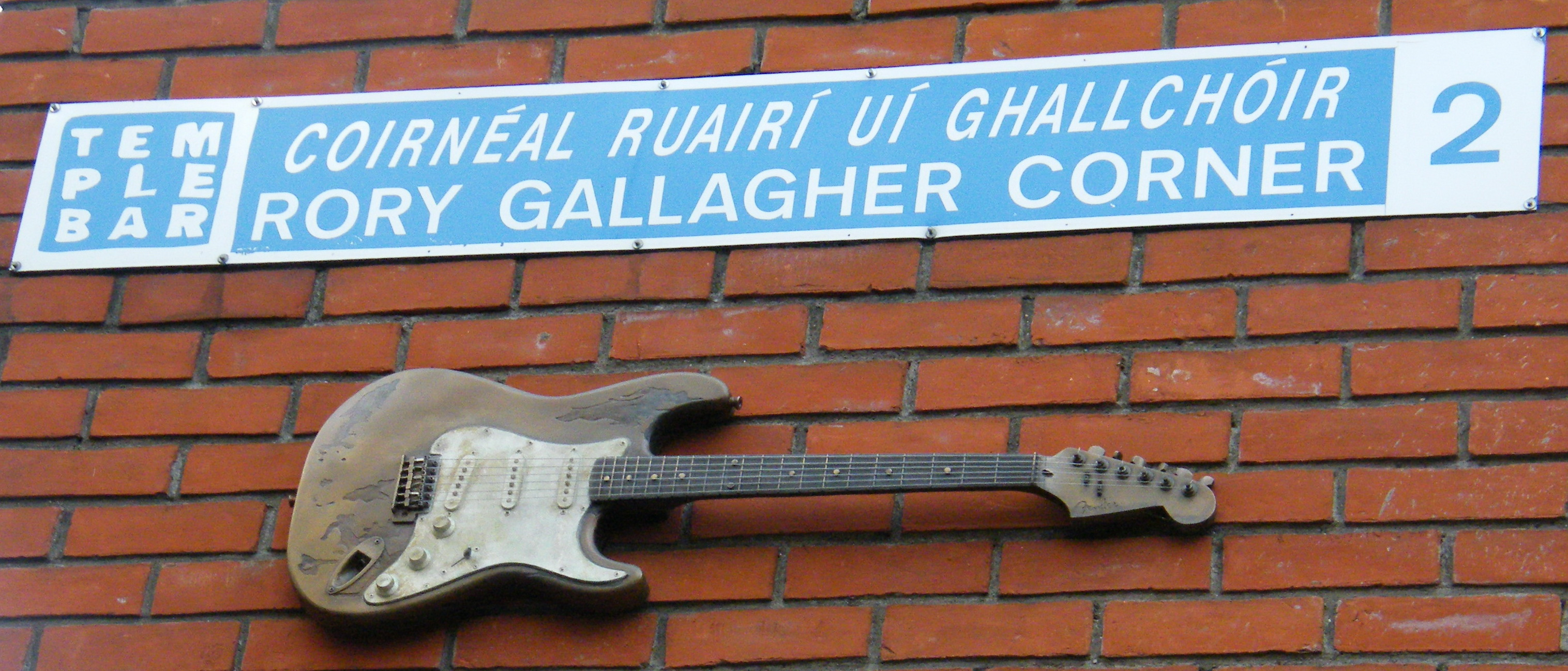
Réplique en bronze de la guitare électrique Stratocaster de 1961 de Rory Gallagher située au Rory Gallagher Corner à Dublin.

- Stratocaster « séries L » : En 1963, les numéros de série des Stratocasters dépassent les 100 000. Une erreur sur le premier lot de plaques portant ces numéros font figurer un « L » au lieu du « 1 » initial, d'où le surnom officieux de Série L. Ces guitares sont en général d'excellents instruments, au son plus rond que les modèles des années 1950 qui sont équipés jusqu'à l'été 1959 d'un manche monobloc en érable. Le profil des manches est souvent considéré comme le meilleur jamais sorti des ateliers de Fender, tandis que la touche rapportée en palissandre (« rosewood » en anglais) procure un rendu sonore moins claquant et plus chaleureux que celui de l'érable. George Harrison et sa mythique « Rocky » revernie et décorée par ses soins façon psychédélique, ou, en France, Axel Bauer, -M- ou Jean-Michel Kajdan utilisent ces instruments.
- Stratocaster « CBS » : Ce sont les modèles de la fin des années 1960 et des années 1970, période durant laquelle la marque Fender est détenue par le groupe CBS. Les Stratocasters CBS diffèrent des modèles antérieurs par leur crosse de tête élargie, et par certaines caractéristiques introduites au début des années 1970 comme le réglage de barre de manche sur crosse type « Bullet » et la fixation du manche à trois vis. Les avis sont partagés sur la qualité des instruments de cette époque. On leur reproche souvent leur poids excessif (les corps sont alors fabriqués dans des bois de frêne plus denses car moins sélectionnés) et leur tolérance d'ajustage moins précise, rançon du passage à la fabrication en grande série. Ces modèles sont utilisés par de nombreux guitaristes renommés durant leur période de commercialisation (par exemple Jimi Hendrix ou David Gilmour) et sont toujours utilisées par de nombreux guitaristes, notamment Yngwie Malmsteen, Michael Landau ou Ritchie Blackmore. Les Stratocasters CBS sont actuellement rééditées sous la référence « American Vintage 70 ».

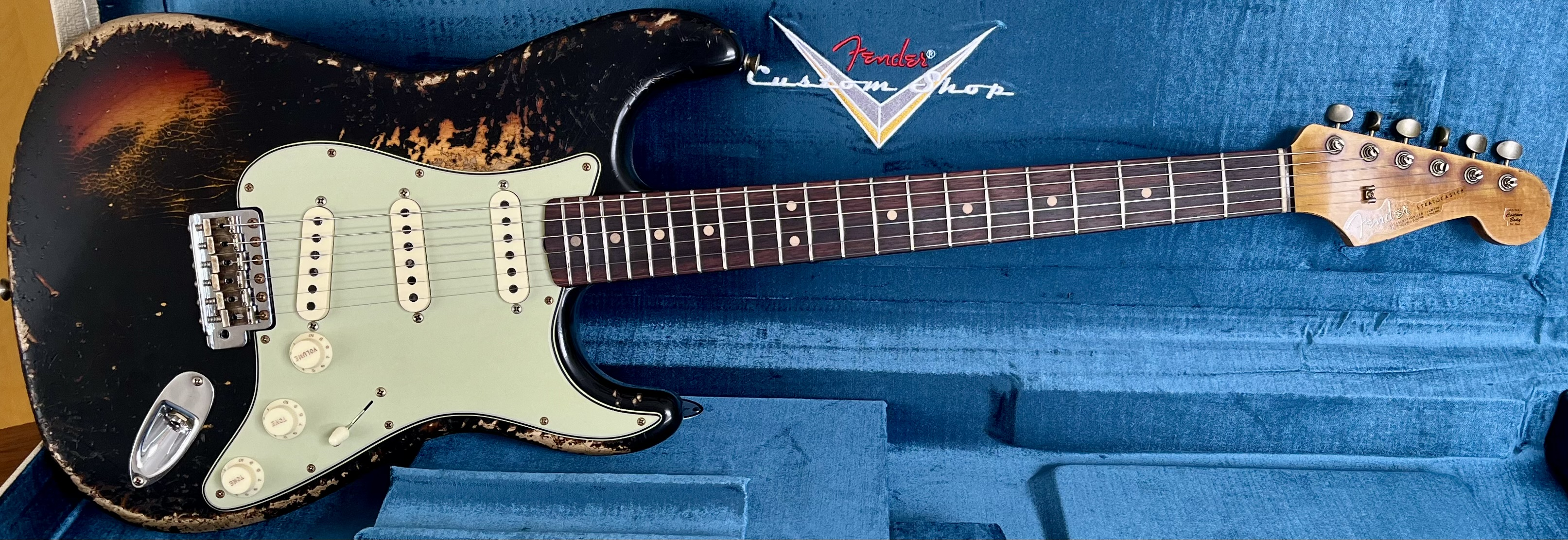
Stratocaster provenant de l'atelier sur mesure de Fender spécialisé dans la fabrication personnalisée d'instruments.

Malgré les choix de conception prenant en compte l'industrialisation, la production relativement artisanale et pragmatique des premières années (jusqu'à l'époque CBS) a donné lieu à des exemplaires hors standard, comme la numérotation des « séries L » (voir plus haut) ou l'utilisation de bois différents de la spécification (certains exemplaires ont le corps manifestement en acajou, sans que l'existence de commandes spéciales soit établie), ou encore des pièces constitutives montées d'origine mais différentes du standard en raison d'un approvisionnement spécifique (en dépannage parfois), que l'on peut découvrir lors du démontage.

### Sources
- (en) Paul Balmer, The Fender Stratocaster Handbook : How to Buy, Maintain, Set Up, Troubleshoot, and Modify Your Strat, MBI, 2007, 192 p. (ISBN 978-0-7603-2983-2, lire en ligne).
- (en) Tony Bacon, The Fender electric guitar book : a complete history of Fender instruments, New York, NY, Backbeat Books, 2007, 3e éd., 192 p. (ISBN 978-0-87930-897-1).
- (en) Tom Wheeler, The Stratocaster chronicles : Fender : celebrating 50 years of the Fender Strat, Milwaukee, WI, H. Leonard, 2004, 280 p. (ISBN 978-0-634-05678-9, lire en ligne).